# راينهارد هارتمان
راينهارد هارتمان هو مصارع هاوي نمساوي، ولد في 3 نوفمبر 1953 في فيلدكيرخ في النمسا.

## وصلات خارجية
- راينهارد هارتمان على موقع قاعدة بيانات المصارعة الدولية (الإنجليزية)
- راينهارد هارتمان على موقع أوليمبيديا (الإنجليزية)